# Mingora
Mingora (مینګورہ) è una città della provincia del Khyber Pakhtunkhwa in Pakistan.

## Storia
Alcuni siti archeologici (i siti di Loebanr, Kātelai, Butkara)  hanno portato alla luce necropoli e siti sacri buddhisti. Le aree abbracciano un arco temporale molto ampio, si passa da una necropoli databile tra il XIV ed il IV sec. a.C., ad un'area sacra databile tra il I ed il IV secolo d.C., per arrivare ad un'area che abbraccia i secoli dal III a.C. al X d.C.
Le aree sacre consistono in stūpa, vihārae e colonne votive.